# National German Radio
National German Radio ist ein Unternehmen des Technologie-Investors Bugovics Industries GmbH und der masqueradio GmbH von Erwin Linnenbach. National German Radio ist exklusiv im Auftrag der Antenne Deutschland GmbH & Co. KG für die Marktplatzierung freier Übertragungskapazitäten an Drittanbieter auf dem sogenannten 2. DAB+ Bundesmux zuständig. Interessenten bewerben sich bei der National German Radio um einen freien Platz, über die Programmbelegung entscheidet Antenne Deutschland.
Das Unternehmen wurde am 14. Februar 2024 an Antenne Deutschland veräußert.